# Superbike-VM 2001
Superbike-VM 2001 kördes över 12 omgångar och 24 heat. Troy Bayliss från Australien vann sin första VM-titel körandes en Ducati. Colin Edwards tog silvret, medan bronset togs av Ben Bostrom.

## Delsegrare
| Bana           | Vinnare       | Märke   | Vinnare             | Märke   |
| -------------- | ------------- | ------- | ------------------- | ------- |
| Valencia       | Troy Corser   | Aprilia | Troy Corser         | Aprilia |
| Kyalami        | Colin Edwards | Honda   | Ben Bostrom         | Ducati  |
| Phillip Island | Colin Edwards | Honda   | Inställt            | -       |
| Sugo           | Makoto Tamada | Honda   | Makoto Tamada       | Honda   |
| Monza          | Troy Bayliss  | Ducati  | Troy Bayliss        | Ducati  |
| Donington Park | Neil Hodgson  | Ducati  | Pierfrancesco Chili | Suzuki  |
| Lausitzring    | Colin Edwards | Honda   | Troy Bayliss        | Ducati  |
| Misano         | Troy Bayliss  | Ducati  | Ben Bostrom         | Ducati  |
| Laguna Seca    | Ben Bostrom   | Ducati  | Ben Bostrom         | Ducati  |
| Brands Hatch   | Ben Bostrom   | Ducati  | Ben Bostrom         | Ducati  |
| Oschersleben   | Colin Edwards | Honda   | Rubén Xaus          | Ducati  |
| Assen          | Troy Bayliss  | Ducati  | Troy Bayliss        | Ducati  |
| Imola          | Rubén Xaus    | Ducati  | Régis Laconi        | Aprilia |

## Slutställning
| Plats | Förare              | Märke    | Poäng |
| ----- | ------------------- | -------- | ----- |
| 1     | Troy Bayliss        | Ducati   | 369   |
| 2     | Colin Edwards       | Honda    | 333   |
| 3     | Ben Bostrom         | Ducati   | 312   |
| 4     | Troy Corser         | Aprilia  | 288   |
| 5     | Neil Hodgson        | Ducati   | 269   |
| 6     | Rubén Xaus          | Ducati   | 236   |
| 7     | Pierfrancesco Chili | Suzuki   | 232   |
| 8     | Tadayuki Okada      | Honda    | 176   |
| 9     | Akira Yanagawa      | Kawasaki | 170   |
| 10    | Gregorio Lavilla    | Kawasaki | 166   |